# Extended Play (EP de Fleetwood Mac)
Extended Play es el primer EP de la banda británica de rock Fleetwood Mac, lanzado en 2013 por LMJS Productions y se convirtió en el primer registro de estudio luego de 10 años de su décimo séptimo álbum Say You Will. Se publicó solo en formato digital a través de ITunes y llegó hasta el puesto 48 en la lista Billboard 200.
Consta con cuatro canciones, entre ellas «Without You» que fue escrita en 1973 para el disco Buckingham Nicks pero que fue descartada de la lista de temas. Además y para promocionarlo se lanzó el sencillo «Sad Angel», que llegó hasta la posición 125 en los UK Singles Chart del Reino Unido. Tanto «Without You» como «Sad Angel» fueron interpretadas en vivo durante su gira del 2013.

## Lista de canciones
| N.º | Título          | Escritor(es)      | Duración |  |
| 1.  | «Sad Angel»     | Buckingham        | 4:03     |  |
| 2.  | «Without You»   | Buckingham, Nicks | 4:39     |  |
| 3.  | «It Takes Time» | Buckingham        | 4:09     |  |
| 4.  | «Miss Fantasy»  | Buckingham        | 4:17     |  |